# Isaak Jacob von Petri
Isaak Jacob von Petri (* 17. September 1705 in Wesel; † 12. April 1776 in Freienwalde) war ein deutscher Ingenieur, Kartograph, Architekt und preußischer Oberst.

## Leben
Er war das jüngste von den 24 Kindern von Generalmajor Heinrich Petri von Soomers und dessen Frau Gertrude von Ross. Die Familie kommt ursprünglich aus der Soomershausen in der Oberpfalz und war von dort aus religiösen Gründen geflohen. Der Vater legte daher seinen adeligen Namen von Soomers ab und nannte sich nur noch Petri.
In Wesel war er General-Kriegskommissar der Armee.
Bereits mit 14 Jahren ging Isaak Jacob zur Armee, wo ein Onkel im Ingenieurskorps diente und Kommandeur der Festung Kosel war.
Mit 16 wurde er königlicher Kondukteur mit Portepee und Gehalt, mit 18 bekam er sein Patent als Leutnant und wurde Jagtingenieur. 1740 wurde er als Ingenieur de la Place nach Magdeburg geschickt, wo Leopold von Dessau Gouverneur war. Dieser machte ihn zu seinem Adjutanten und als solcher machte er den ersten schlesischen Krieg mit. 1742 wurde er Ingenieur-Kapitän.
Er führte dann einige zivile Projekte aus wie den Bau des Invalidenhauses in Berlin, den Ausbau des Finowkanals und bei der Trockenlegung des Oderbruchs.
Im November 1756 wurde er nach Küstrin abkommandiert, dann im Februar 1758 nach Breslau, wo er während des Siebenjährigen Krieges bis 1761 blieb. In diesem Jahr kam er zur Armee von Prinz Heinrich.
Nach dem Krieg war er wieder im Oderbruch und plante auch die Trockenlegung des Warthebruchs. Seine Pläne wurden aber letztlich durch andere vollendet.

## Werk

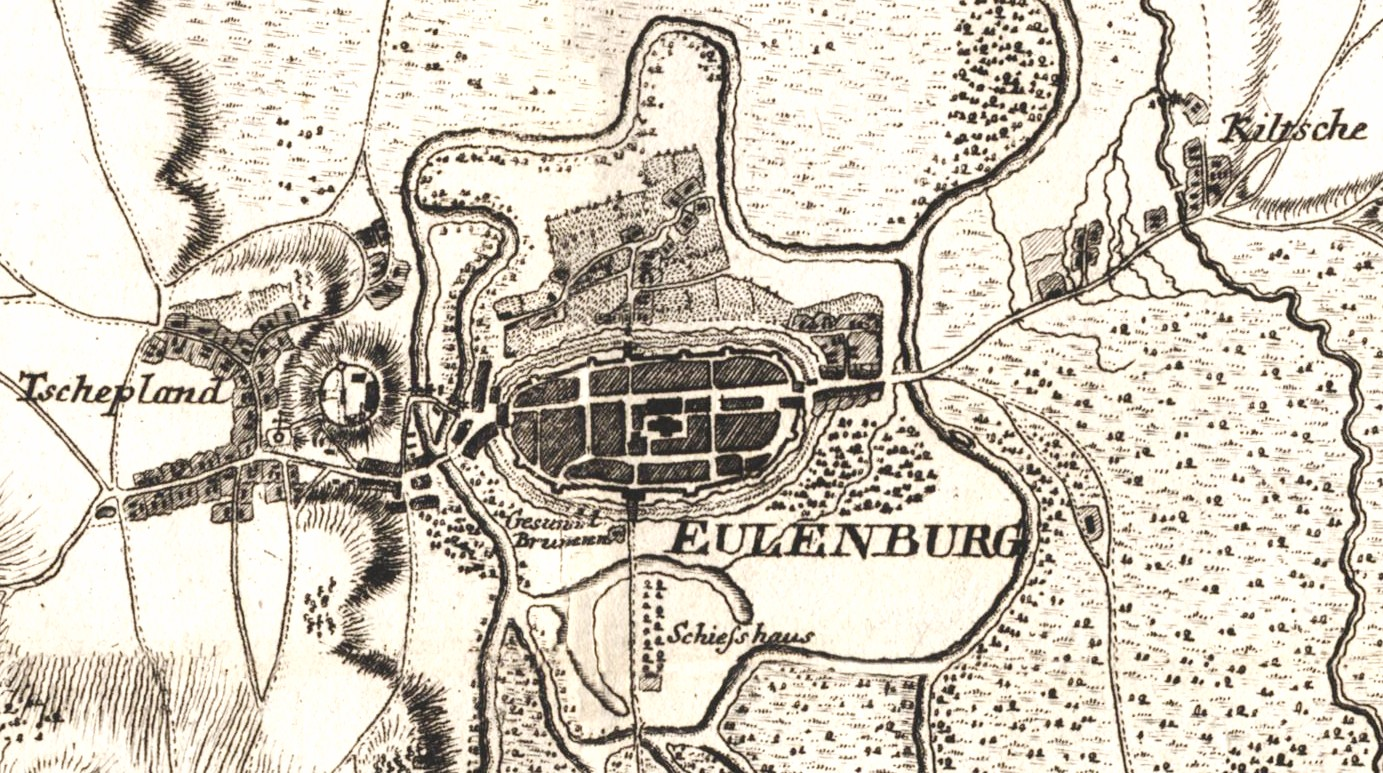
Teil aus der Cabinetskarte um 1762 von Isaak Jacob von Petri

Von 1746 bis 1748 erbaute von Petri das Invalidenhaus in Berlin für Friedrich II. als eine drei Höfe umfassende Anlage mit schlichten lang gestreckten Putzbauten, einer bedeutenden Gartenhofanlage und dem Invalidenpark.
Anschließend beendete er am Finowkanal den Ausbau der Schleusen und plante dann mit Simon Leonhard von Haerlem die Trockenlegung des Oderbruchs, bzw. der Begradigung der Oder. Kenntnisse über die Trockenlegung erwarb Petri in den Niederlanden. Dabei entstand ein Kanal zur Verkürzung und Beschleunigung des Oderabflusses zwischen Hohenwutzen und Güstebiese. Von Petri war Leiter des Kanalbaus, sein Quartier hatte er in Lietzegöricke.
Im November 1756 wurde er nach Küstrin abkommandiert, um die vernachlässigte Festung wieder instand zu setzen. Schon im Februar 1758 wurde er nach Breslau versetzt, bevor die Arbeiten an der Festung Küstrin abgeschlossen waren. Er befand sich aber nun im Gefolge des Königs.
1759 erschien die von Isaak Jacob von Petri entwickelte Krieges-Carte, welche als Geschichtsquelle für Franken gilt.
1760 wurde er bei Torgau am Fuß verwundet und baute während seiner Genesung dort eine Brücke.
Nach 1762 wird die Gantz Neue Und Vollstaendige Geographische General-Charte Vom Gantzen Churfürstenthum Sachsen veröffentlicht, welche durch ihre hervorragende Qualität und Detailtreue besticht. Damit ist von Petri anderen Kartographen seiner Zeit, wie Johann Schreiber oder Peter Schenk weit voraus. Allerdings wurden nur die ersten beiden Teile der Karte veröffentlicht.
Nach dem Siebenjährigen Krieg wurde er wieder ins Oderbruch geschickt, um die Kriegsfolgen zu begutachten. Er konnte seine Vorschläge dort auch umsetzen, was den preußischen Staat Millionen kostete. Eine Kassenprüfung zeigte dem König darüber hinaus, dass keine Gelder veruntreut worden waren.
1765 machte er einen Plan zur Trockenlegung des Warthebruchs, welches dem König aber zu teuer schien. Herr von Brenkenhoff versprach dies für ein Viertel des geforderten Geldes zu erledigen. Dieses wurde aber letztlich noch teurer für den Staat.